# Cobie Smulders
Pour les articles homonymes, voir Smulders.
Jacoba Francisca Maria Smulders, connue sous le nom de Cobie Smulders, est une actrice et ancienne mannequin internationale canado-américaine, née le 3 avril 1982 à Vancouver (Colombie-Britannique, Canada).
Elle est principalement connue pour avoir incarné Robin Scherbatsky dans la série How I Met Your Mother et Maria Hill dans l'univers cinématographique Marvel.

## Biographie
Jacoba Francisca Maria Smulders est née le 3 avril 1982 à Vancouver (Colombie-Britannique, Canada), d'un père néerlandais et d'une mère britannique. Elle a été baptisée du nom de sa grand-tante néerlandaise, « Jacoba », d'où son surnom « Cobie ». Quand elle était jeune, Cobie voulait devenir médecin ou travailler dans l'écologie, mais elle finit par s'intéresser au métier d'actrice à partir du lycée et apparaît dans plusieurs productions scolaires.
Elle finit ses études en 2000 au « Lord Byng Secondary School ». Découverte par une agence de mannequins pendant son adolescence, elle commence sa carrière de mannequin à l'échelle internationale, voyageant en Europe, au Japon et en Afrique. Dans une interview avec Venus Zine (en), Cobie a avoué détester le métier de mannequin et commençait à s'intéresser de plus en plus au cinéma : « Vous savez que si vous allez dans ces pièces avec d'autres mannequins, les gens ne font que vous juger sur votre physique et c'est une part de personnalité que je déteste particulièrement. Le cinéma est plus ouvert et plus fascinant. Un jour, je me suis réveillée et je me suis dit qu'il fallait que j'assure, que j'avais une belle voix et que désormais je devais voir la vie différemment. »

### Carrière

#### Ses débuts devant la caméra

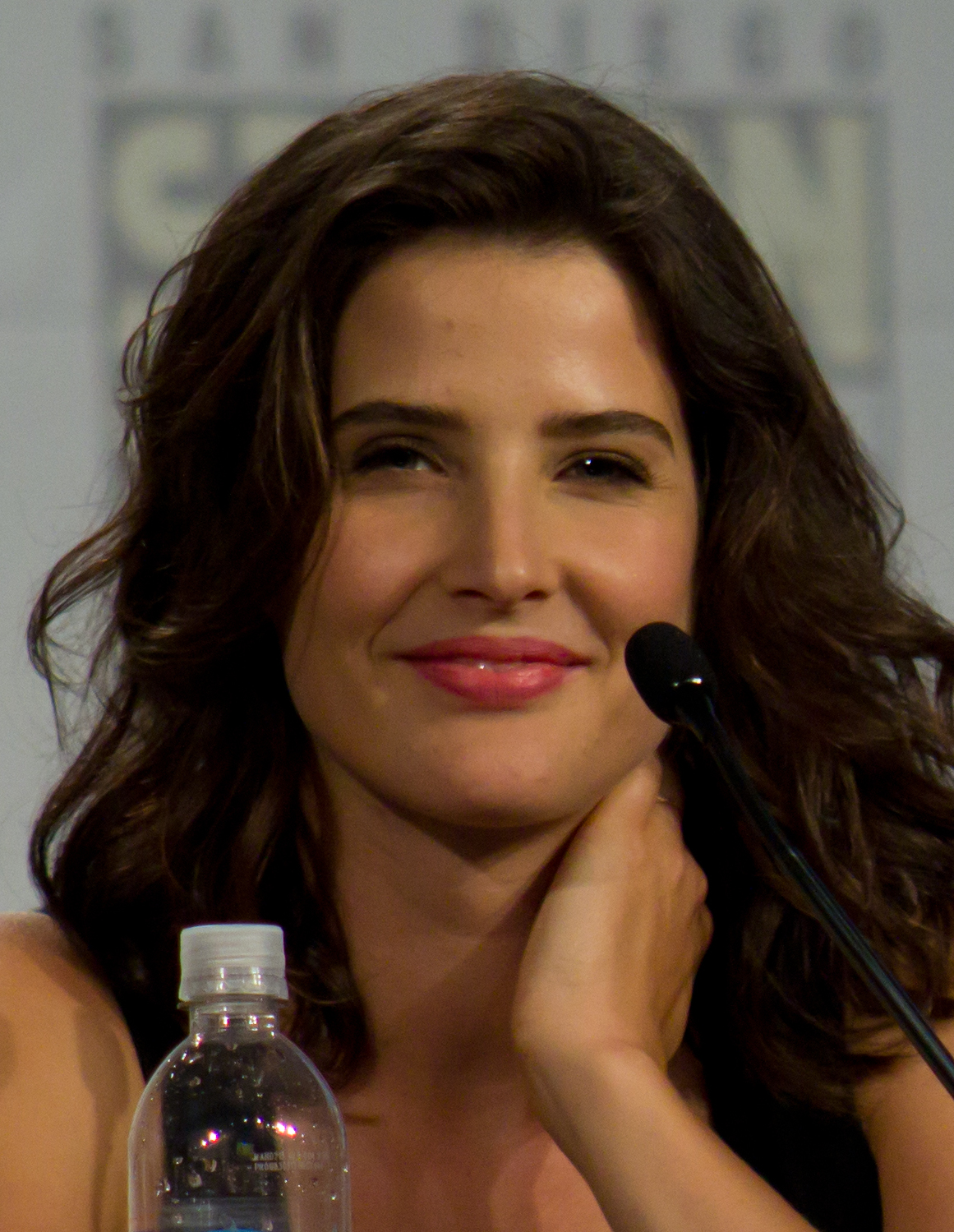
L'actrice au Comic-Con de San Diego en 2014.

Elle incarne son premier rôle, en tant que guest, dans la série de science-fiction Jeremiah. Elle est apparue de la même manière dans de nombreuses séries télévisées comme Tru Calling : Compte à rebours, Smallville et The L Word. Son premier rôle récurrent, elle l'obtient pour la série télévisée d'ABC, Veritas: The Quest, qui ne dure qu'une saison. Parallèlement, elle tourne pour le cinéma dans des seconds rôles dans Tolérance Zéro et Un long week-end, ainsi que dans des courts-métrages.

#### Succès deHow I Met Your Motheret entrée dans le MCU
Elle joue par la suite dans la sitcom de CBS, How I Met Your Mother, où elle interprète l'un des rôles principaux, celui de la journaliste de télévision Robin Scherbatsky, également canadienne. La série, diffusée entre 2005 et 2014, remporte aussi bien un succès public que critique et lui permet de se faire connaître du grand public. Joss Whedon la considère un temps pour incarner Wonder Woman dans son projet de film homonyme pour Warner qui n'est pas entré en production.
Quand il se voit finalement confier l'écriture et la réalisation du blockbuster The Avengers, il décide donc de lui confier le rôle secondaire de l'agent du SHIELD Maria Hill. Le film est un succès critique et commercial mondial, et son rôle est développé dans ses apparitions suivantes.
Elle apparaît ainsi dans le pilote de la série Marvel : Les Agents du SHIELD, puis revient surtout dans Captain America : Le Soldat de l'hiver, des frères Russo, en 2014,.

#### Diversifications
Parallèlement à son engagement auprès de Disney / Marvel, elle tente de se diversifier. Ainsi, en 2014, elle prête sa voix à Wonder Woman dans le film La Grande Aventure Lego de Phil Lord et Chris Miller. Si elle reprend le rôle de Maria Hill dans Avengers : L'Ère d'Ultron en 2015, elle tient également la même année, les principaux rôles féminins de deux productions indépendantes : le drame Unexpected, de Kris Swanberg, où elle joue une jeune enseignante tombant enceinte ; puis la comédie dramatique Results, de Andrew Bujalski, dont elle partage l'affiche avec Guy Pearce.
Fin 2016, elle donne la réplique à Tom Cruise dans le thriller d'action Jack Reacher: Never Go Back, d'Edward Zwick, tout en bouclant le tournage de la série originale de Netflix : Les Désastreuses Aventures des orphelins Baudelaire. Le programme, lancé en janvier 2017, lui permet de retrouver Neil Patrick Harris, détenteur du rôle principal.
Cette même année, elle tient le premier rôle féminin de la comédie d'action Killing Gunther, écrit et réalisé par Taran Killam (en), son époux. Ce premier long-métrage bénéficie de la présence d'Arnold Schwarzenegger en tête d'affiche.
Elle tient entre 2017 et 2019 l'un des principaux rôles de la série Des amis d'université disponible sur Netflix

#### Reprises de certains rôles et continuation à la télévision
Elle reprend une nouvelle fois le rôle de Maria Hill dans un premier temps dans le film Avengers: Infinity War en 2018, puis en 2019 dans Avengers: Endgame et Spider-Man: Far From Home ainsi que celui de Wonder Woman dans La Grande Aventure Lego 2 toujours la même année,.
Après être apparue en 2019 dans trois épisodes de la saison 5 de la série Arrested Development et le dernier épisode de la saison 3 de la série Room 104, elle joue la même année la détective privée Dexadrine « Dex » Parios, le personnage principal de la série Stumptown, adaptation du comics homonyme (en) qui est annulée au bout d'une saison,,,.
En 2020 elle prête sa voix à Hydrangea dans l'épisode 14 de la saison 31 de la série Les Simpson intitulé Bart le méchant et qui parodie l'univers cinématographique Marvel avant d'être annoncée dans la série d'animation What If...? qui est diffusée en 2021 et dans laquelle elle reprend le rôle de Maria Hill,.
En 2021 elle joue la chroniqueuse et journaliste Ann Coulter dans la troisième saison de la série American Crime Story, qui est centrée sur l'affaire Clinton-Lewinsky.

### Vie privée
Elle réside actuellement à Los Angeles en Californie.
Le 28 janvier 2009, Cobie Smulders et Taran Killam (en) se sont fiancés. Leur fille Shaelyn Cado est née le 16 mai 2009. Le couple s'est marié le 8 septembre 2012 à Solvang, en Californie. En octobre 2014, le couple confirme qu'il attend un deuxième enfant. Elle a donné naissance à son second enfant en janvier 2015.
Cobie est une fan de l'équipe de hockey sur glace des Canucks de Vancouver. Elle a fait la couverture de Maxim magazine en décembre 2010.
En 2008, l'actrice révèle qu'on lui a diagnostiqué un cancer des ovaires à vingt-cinq ans, pendant le tournage de la troisième saison de How I Met Your Mother. Elle subit une opération chirurgicale pour enlever les deux tumeurs de son ovaire mais le cancer avait atteint ses ganglions lymphatiques, ce qui entraîne la nécessité de multiples interventions chirurgicales au cours des deux ans qui suivent,,. Bien qu'en bonne santé depuis, elle ne pense pas qu'elle se sentira un jour libérée de son cancer, mais essaye d'être positive et de voir toutes les leçons qu'elle en a tirées.
En septembre 2020, elle annonce avoir obtenu la double nationalité canadienne et américaine à la suite d'une naturalisation.
Elle déclare, à la même occasion, soutenir Joe Biden lors de l'élection présidentielle américaine de 2020.

## Filmographie

### Cinéma

#### Longs métrages
- 2004 : Tolérance Zéro (Walking Tall) de Kevin Bray : une beauté exotique
- 2004 : Ill Fated de Mark A. Lewis : Mary
- 2005 : Un long week-end (The Long Weekend) de Pat Holden : Ellen
- 2009 : The Slammin' Salmon de Kevin Heffernan : Tara
- 2012 : Grassroots de Stephen Gyllenhaal : Clair
- 2012 : Avengers (The Avengers) de Joss Whedon : Maria Hill
- 2013 : Un havre de paix (Safe Haven) de Lasse Hallström : Jo, la voisine
- 2013 : Delivery Man de Ken Scott : Emma
- 2014 : They Came Together (en) de David Wain : Tiffany
- 2014 : Captain America : Le Soldat de l'hiver (Captain America: Winter Soldier) d'Anthony et Joe Russo : Maria Hill
- 2015 : Unexpected (en) de Kris Williams : Samantha Abbott
- 2015 : Results (en) de Andrew Bujalski : Kat
- 2015 : Avengers : L'Ère d'Ultron de Joss Whedon : Maria Hill
- 2016 : The Intervention de Clea DuVall : Ruby
- 2016 : Jack Reacher: Never Go Back d'Edward Zwick : major Susan Turner
- 2017 : Killing Gunther de Taran Killiam : Lisa McCalla
- 2017 : Le Mariage de mon ex (en) (Literally, Right Before Aaron) de Ryan Eggold
- 2018 : Avengers: Infinity War d'Anthony et Joe Russo : Maria Hill (non créditée)
- 2018 : Songbird (en) de Jamie Adams : Joanne
- 2019 : Avengers: Endgame de Anthony et Joe Russo : Maria Hill
- 2019 : Spider-Man: Far From Home de Jon Watts : Maria Hill
- 2020 : Renaissance (Cicadade) de Kieran Mulcare et Matthew Fifer : Sophie

#### Longs métrages d'animation
- 2014 : La Grande Aventure Lego (The Lego Movie) de Phil Lord et Chris Miller : Wonder Woman
- 2019 : La Grande Aventure Lego 2 (The Lego Movie 2: The Second Part) de Mike Mitchell et Trisha Gum : Wonder Woman

#### Courts métrages
- 2001 : Candy from Strangers d'Eric Johnson : Martina
- 2006 : Escape de Josh C. Waller : une brunette psychotique
- 2006 : Dr. Miracles de Randall Park : Mme Peterson
- 2007 : The Storm Awaits de Peter Castagnetti : Anabella DeLorenzo

### Télévision

#### Séries télévisées
- 2002 : Special Unit 2 : Zoe (saison 12, épisode 13)
- 2002 : Jeremiah : Deborah (saison 1, épisode 11)
- 2003 : Tru Calling : Compte à rebours : Sarah Webb (saison 1, épisode 3)
- 2003–2004 : Veritas: The Quest : Juliet Droil (13 épisodes)
- 2004 : Smallville : Shannon Bell (saison 4, épisode 9)
- 2005 : Andromeda : La femme de Rhade (saison 5, épisodes 21 et 22)
- 2005 : The L Word : Leigh Ostin (saison 2, épisodes 7, 11, 12 et 13)
- 2005–2014 : How I Met Your Mother : Robin Scherbatsky (208 épisodes, personnage principal)
- 2010 : How to Make It in America : Hayley (saison 1, épisode 1)
- 2013-2015 : Marvel : Les Agents du SHIELD : Maria Hill (saison 1, épisodes 1 et 20 et saison 2)
- 2017 : Les Désastreuses Aventures des Orphelins Baudelaire : Mère
- 2017 - 2019 : Des amis d'université (Friends from College) : Lisa Turner (personnage principal)
- 2019 : Arrested Development : Lucille Bluth jeune (saison 5)
- 2019 : Stumptown : Dex Parios (personnage principal)[31]
- 2019 : Room 104 : Dr Merian Wallace (saison 3, épisode 12)
- 2021 : American Crime Story : Ann Coulter (saison 3)
- depuis 2022 : How I Met Your Father : Robin Scherbatsky (saison 1, épisode 10 - en cours)
- 2023 : Secret Invasion : Maria Hill
- 2024 : Shrinking : Sofi (saison 2, épisode 10)

#### Séries télévisées d'animation
- 2016 : Animals : Anni (saison 1, épisode 7 - Flies)
- 2017 - 2018 : Félibert, le chaventurier : Nature Dog (4 épisodes)
- 2020 : Les Simpson : Hydrangea (saison 31, épisode 14 - Bart le méchant)
- 2021 - 2023 : What If...? : Maria Hill
- 2022 : Baby Boss : Retour au Berceau : Stella Chimeric (saison 1, épisode 12 - Le Grand incendie médieval de Londres de 1135)
- 2023 : Moon Girl et Devil le Dinosaure (Moon Girl and Devil Dinosaur) : Maria Hill (3 épisodes - en cours)

## Distinctions

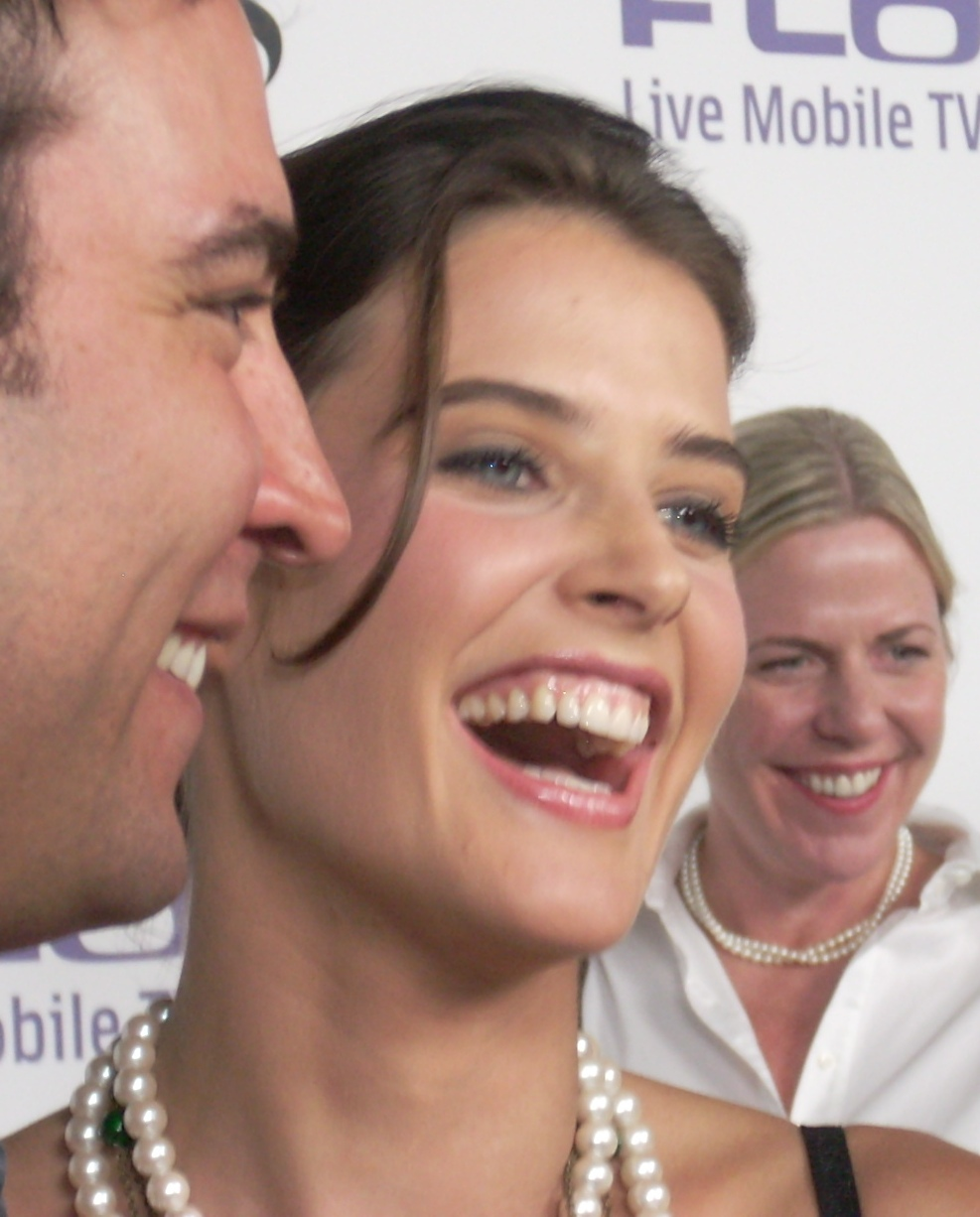
Cobie aux côtés de Josh Radnor au CBS Comedies Premiere Party (2008).

| Année | Prix                   | Catégorie                                  | Résultat   |
| ----- | ---------------------- | ------------------------------------------ | ---------- |
| 2006  | Emmy Awards            | Meilleure Équipe                           | Lauréat    |
| 2006  | Emmy Awards            | Meilleure Nouvelle Série                   | Lauréat    |
| 2006  | People's Choice Awards | Meilleure Nouvelle Série                   | Nomination |
| 2007  | Emmy Awards            | Meilleure Équipe                           | Lauréat    |
| 2007  | Emmy Awards            | Meilleure Série                            | Nomination |
| 2008  | Emmy Awards            | Meilleure Équipe de Tournage               | Lauréat    |
| 2008  | Emmy Awards            | Meilleure Actrice Comique                  | Nomination |
| 2008  | Teen Choice Awards     | Choix Télévision : Meilleure Série Comique | Nomination |
| 2009  | Teen Choice Awards     | Meilleure Série Comique                    | Nomination |
| 2009  | Emmy Awards            | Meilleure Équipe de tournage               | Lauréat    |
| 2009  | Emmy Awards            | Meilleure Série                            | Nomination |
| 2011  | People's Choice Awards | Meilleure Actrice Comique                  | Nomination |
| 2011  | People's Choice Awards | Série Comique Préférée                     | Lauréat    |

## Voix francophones
En France, Laura Blanc est la voix française régulière de Cobie Smulders. Elle la double notamment dans toutes ses apparations dans le MCU depuis 2012, le film Jack Reacher: Never Go Back ainsi que dans les séries Room 104 et Stumptown.
Valérie Nosrée l'a également doublée à cinq reprises, d'abord en 2005 dans Un long week-end et How I Met Your Mother (jusqu'en 2014 pour cette dernière), puis en 2016 dans The Intervention, en 2017 dans Les Désastreuses Aventures des Orphelins Baudelaire et la retrouve en 2022 dans How I Met Your Father. Adeline Moreau qui l'avait doublé en 2002 dans Jeremiah, l'a retrouvé en 2017 dans Killing Gunther.
Elle a également été doublée à titre exceptionnel par Sylvie Jacob dans Smallville, Séverine Cayron dans Veritas: The Quest, Audrey Botbol dans The L Word et Maia Baran dans Friends from College.
Au Québec, Ariane-Li Simard-Côté est la voix québécoise régulière de l'actrice. Elle l'a double dans les films du MCU, Un havre de paix, Donneur anonyme et Jack Reacher : Sans retour. Marika Lhoumeau est sa voix dans Un long week-end.